# David Dale’s House

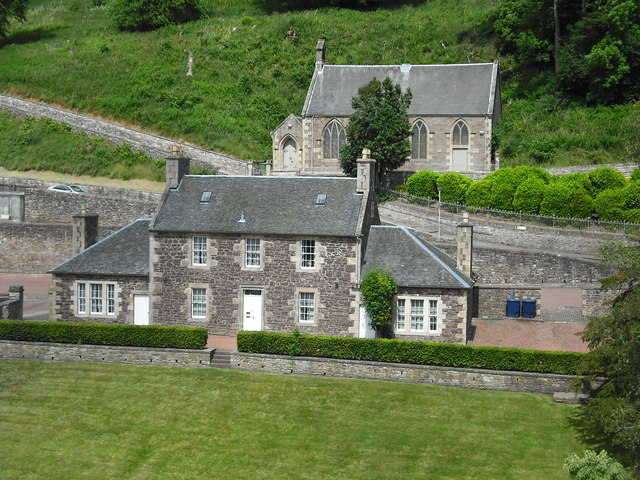
David Dale’s House

David Dale’s House, auch Rosedale Villa, ist ein Wohngebäude in der schottischen Industriesiedlung New Lanark in der Council Area South Lanarkshire. 1971 wurde das Bauwerk in die schottischen Denkmallisten in der höchsten Denkmalkategorie A aufgenommen. Außerdem ist es Teil des Weltkulturerbes New Lanark.

## Geschichte
Das Gebäude entstand um 1790 und wurde vermutlich nach 1798 erweitert. Im Laufe des 19. Jahrhunderts wurde der Innenraum modernisiert. Mit Robert Owen’s House und David Dale’s House existieren in New Lanark zwei Wohnhäuser, die von den Werksinhabern David Dale und seinem Halbbruder James sowie dem Betriebsleiter William Kelly bewohnt wurden. Später lebte Robert Owen in einem der Gebäude. Während die beiden Gebäude bekannt sind, ist jedoch nicht überliefert, welches der beiden Häuser Dale und Owen bewohnten. Owen lebte von 1798 bis 1808 in New Lanark vor seinem Umzug in das nahegelegene Braxfield House. Als möglicher Grund für die Erweiterung von David Dale’s House wurde der benötigte Raum zur Unterbringung Owens sieben Kinder angeführt. Im Jahre 1903 lebte der Betriebsleiter in dem als Rosedale Villa bezeichneten Wohngebäude.

## Beschreibung
David Dale’s House liegt an der Rosedale Street. Es grenzt direkt westlich an Robert Owen’s House an. Sein Mauerwerk besteht aus grob behauenem Bruchstein vom Sandstein mit Natursteindetails. Die südwestexponierte Frontseite des zweistöckigen, länglichen Gebäudes ist drei Achsen weit. Die zweiflüglige Eingangstür schließt mit einem länglichen Kämpferfenster. Das abschließende Satteldach mit giebelständigen Kaminen ist mit grauem Schiefer eingedeckt. An beiden Seiten treten einstöckige Flügel mit Halbwalmdächern heraus. Entlang der Fassaden sind im Wesentlichen zwölfteilige Sprossenfenster eingelassen, die an den neueren Flügeln zu Drillingsfenstern gekuppelt sind.